# 白浜ワカ
白浜 ワカ（しらはま ワカ、1878年〈明治11年〉3月23日 - 1992年〈平成4年〉6月16日）は、長寿日本一であった宮崎県都城市の女性。

## 経歴
鹿児島県鹿児島郡桜島郷（のちの桜島町、現・鹿児島市）に生まれ、1913年に都城市に転入した。1987年3月2日に、当時長寿日本一だった竹原セキが死去したことにより、新たに長寿日本一となる。
1992年6月16日午前8時、老衰のため都城市の自宅で114歳と85日で死去。